# Kärlskopf
Der Kärlskopf ist ein 2836 m ü. A. hoher Berggipfel der Villgratner Berge an der Grenze zwischen den Gemeinden St. Jakob in Defereggen (Osttirol, Österreich) und Gsies (Südtirol, Italien).

## Lage
Der Kärlskopf liegt im Nordwesten der Villgratner Berge am Zentralen Hauptkamm, der hier Osttirol im Norden von Südtirol im Süden trennt. Der Kärlskopf befindet sich zwischen der Außerrodelgungge (2692 m ü. A.) im Südwesten und dem Deferegger Pfannhorn (2820 m ü. A.) im Nordosten, wobei zwischen dem Kärlskopf und der Außerrodelgungge die Feldscharte  (2642 m ü. A.) liegt. Der kreuzgeschmückte (2497 m ü. A.) Nordwestgrat des Kärlskopf fällt zum Tal des Staller Almbachs ab, westlich liegt das Zinsental mit dem Zinsenbach, die Nordwestflanken zwischen Kärlskopf und Deferegger Pfannhorn werden als In der Pfanne bezeichnet. Die Südostflanken des Kärlskopf fallen in das Gsieser Tal zur Obernbergalm ab.

## Anstiegsmöglichkeiten
Der unmarkierte Anstieg auf den Kärlskopf führt vom Staller Sattel bzw. vom Obersee durch das Zinsental in die Feldscharte und von dort über den Südwestgrat (Blockgrat) auf den Gipfel (I). Der Übergang vom Deferegger Pfannhorn über den Verbindungsgrat (Blockgrat) und zuletzt einem Rasenrücken ist hingegen nahezu unschwierig. Zudem ist der Anstieg von der Innerrodelgungge (I) oder über den Nordwestgrat möglich.